# Joanne Arnold
Joanne Arnold es una actriz y modelo estadounidense. Fue Playmate del mes en la revista Playboy para el número de mayo de 1954. También apareció en las portadas de los números de marzo de 1954 y agosto de 1955.

## Filmografía
- Son of Sinbad (1955) (no acreditada) .... Raider
- The Adventures of Hajji Baba (1954) (como Joann Arnold) .... Susu
- Girl Gang (1954) .... June
- Marry Me Again (1953) .... W.A.C.
- The Caddy (1953) (no acreditada) .... Belleza de Baño
- I Love Melvin (1953) (no acreditada) .... Cantadora
- Stop, You're Killing Me (1952) (no acreditada) .... Chica en fiesta
- You for Me (1952) (no acreditada) .... Enfermera
- Just This Once (1952) (no acreditada) .... Eleanor
- Ten Tall Men (1951) (no acreditada) .... Dama que espera